# 3650 Kunming
A 3650 Kunming (ideiglenes jelöléssel 1978 UO2) a Naprendszer kisbolygóövében található aszteroida. A Bíbor-hegyi Obszervatórium fedezte fel 1978. október 30-án.